# Jüdische Religion

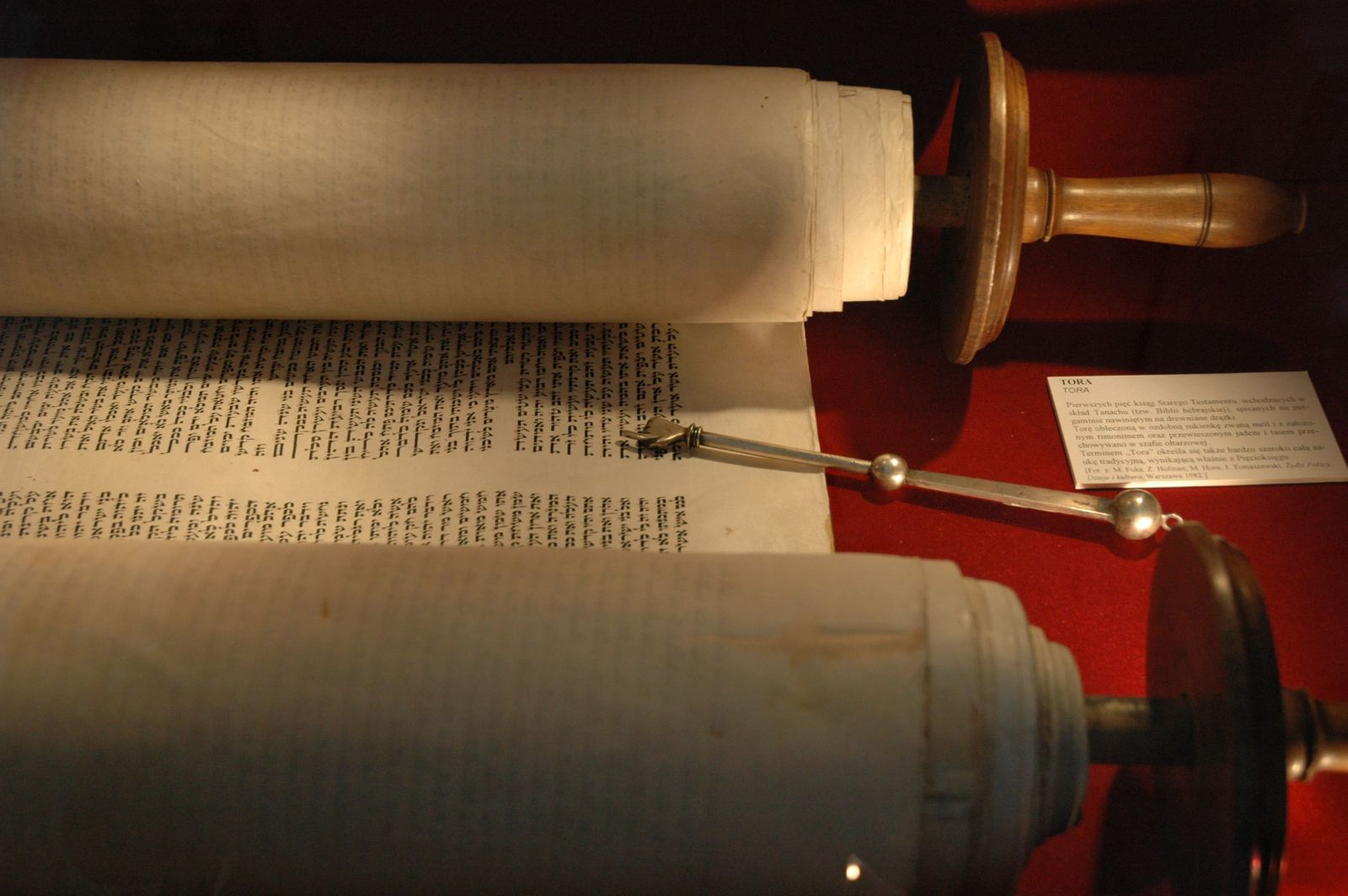
Tora-Rolle mit Jad (Zeigestab)

Die jüdische Religion ist eine der großen Weltreligionen. Ihre Lehre ist universalistisch – sprich: auf alle Menschen der Erde bezogen – und gleichzeitig an die ethnisch-religiöse Gruppe der Juden gebunden. Sie basiert auf den religiösen Überlieferungen des jüdischen Volkes und wird, da sie auf den Propheten Moses zurückgeht, auch als mosaische Religion bezeichnet. Diese Überlieferungen teilen sich auf in die schriftliche und die mündliche (Talmud – Mischna und Gemara, Schulchan Aruch usw.) Tora. Obwohl das Judentum mit etwa 13,5 Millionen Anhängern keine große Religionsgemeinschaft darstellt (im Vergleich: Christentum rund 2,1 Milliarden, Islam rund 1,3 Milliarden), ist es über die ganze Welt verbreitet. Christentum und Islam basieren auf den in der Tora festgehaltenen Überlieferungen des Judentums. Diese drei Weltreligionen werden den abrahamitischen, monotheistischen Religionen zugeordnet.

## Die schriftliche Lehre

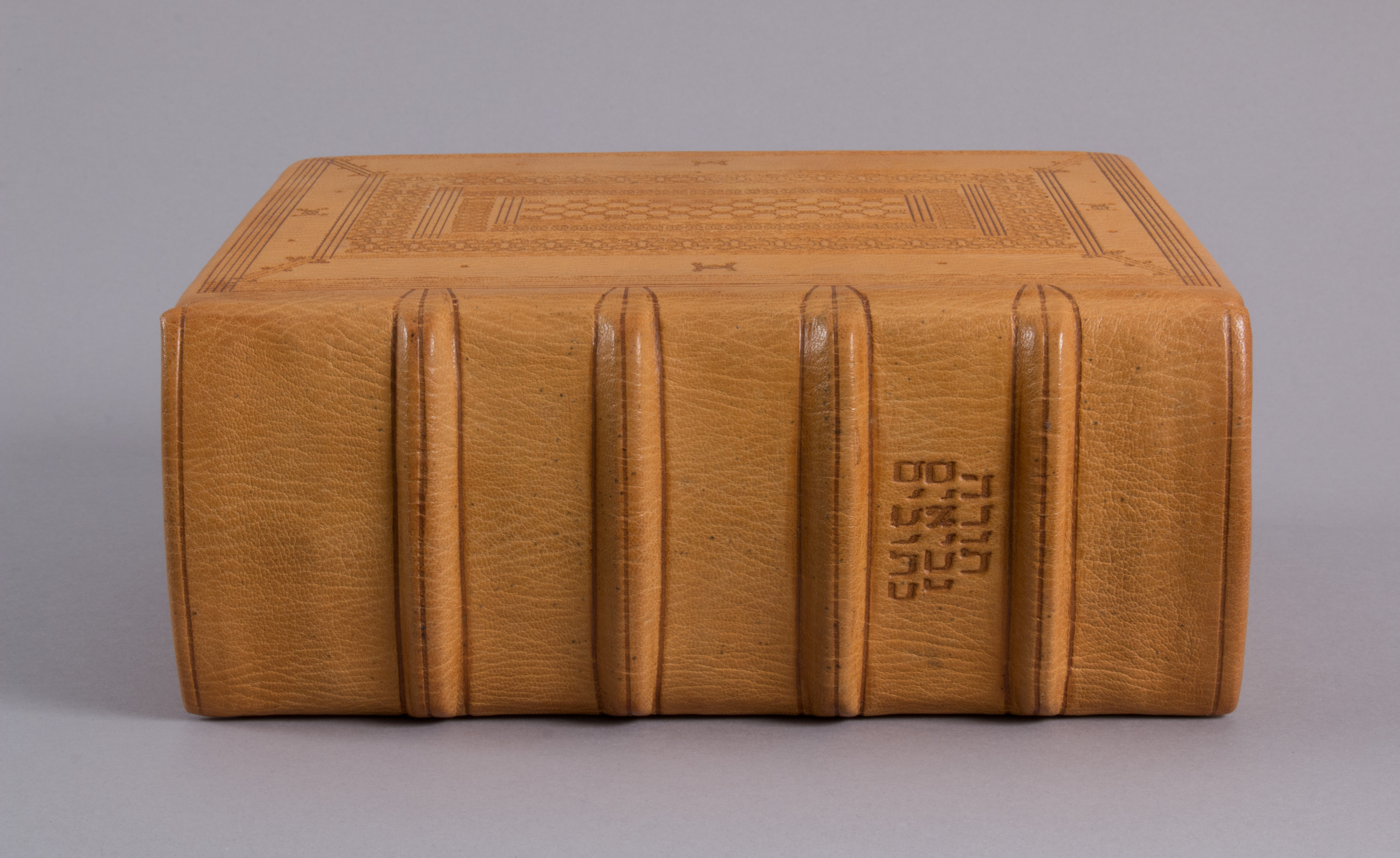
Ein Tanach mit seinen drei Teilen Tora, Neviʾim, Ketuvim

Nach der jüdischen Religion hat Mose am Sinai die gesamte Tora von Gott (JHWH, El, Adonai) erhalten. Diese besteht aus der schriftlichen und der mündlichen Lehre. Der schriftliche Tanach besteht aus den drei Hauptteilen Tora (Weisung, auch „Fünf Bücher Mose“ genannt: Genesis, Exodus, Leviticus, Numeri und Deuteronomium), Neviʾim (Propheten) und Ketuvim (Schriften). Darin ist der Bund beschrieben, den Gott mit den Menschen und insbesondere mit dem jüdischen Volk geschlossen hat. Dieser Bund beinhaltet nach der jüdischen Lehre 613 Mitzwot (deutsch: Gebote). Diese Mitzwot bestimmen das gesamte Leben eines frommen Juden.

## Die mündliche Lehre

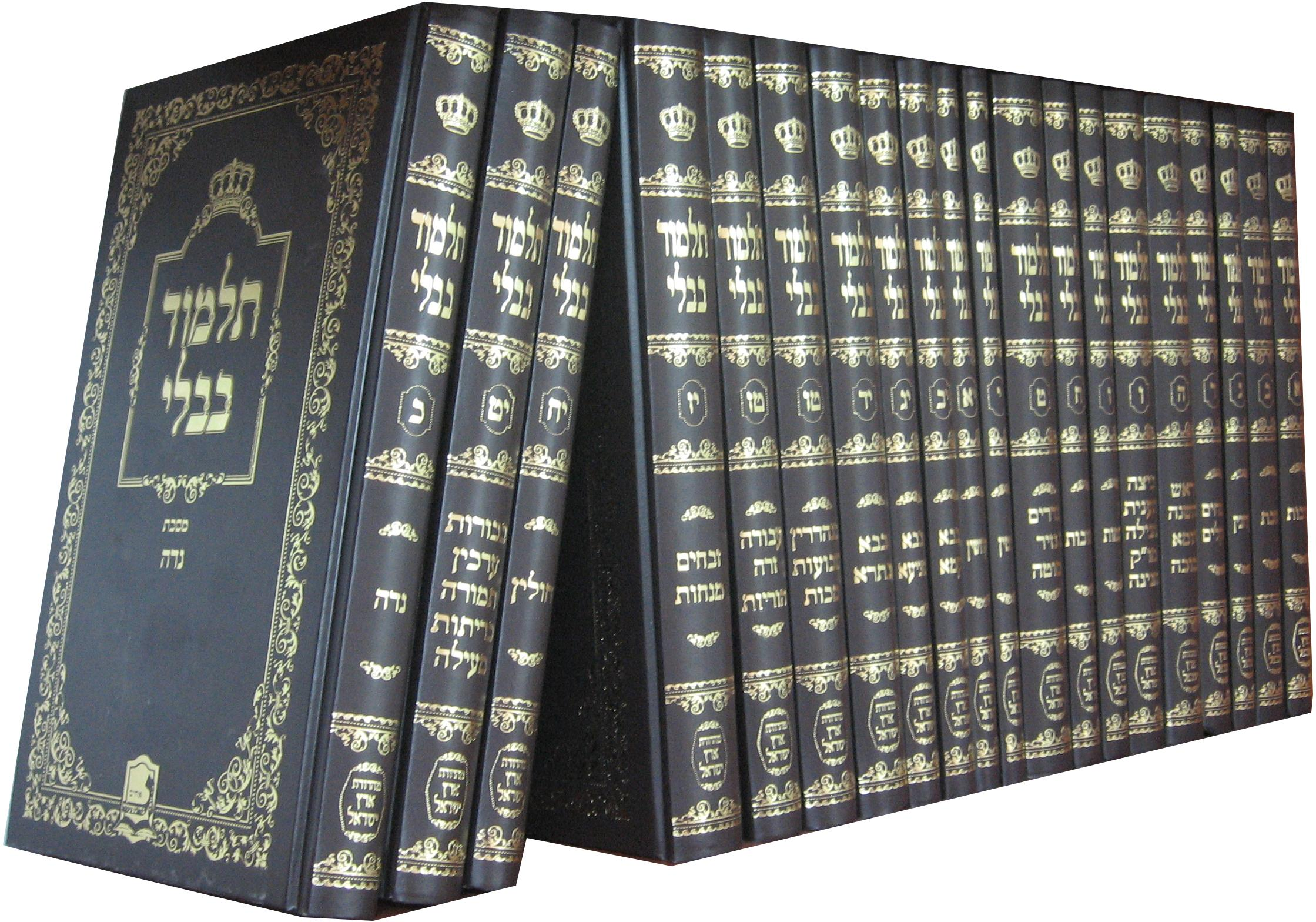
Babylonischer Talmud, moderne Ausgabe in 20 Bänden

Nach dem jüdischen Glauben hat Mose am Sinai die Zehn Worte (hebräisch עשרת הדיברות aseret ha-dibberot) von JHWH erhalten. Sie sind als direkte Rede Gottes an sein Volk, die Israeliten, formuliert, und fassen seinen Willen für das Verhalten ihm und den Mitmenschen gegenüber zusammen. Sie sind als eine Reihe von Geboten und Verboten (hebr. Mitzwot) des Gottes Israels, (JHWH) im Tanach, der Hebräischen Bibel niedergelegt. Sie wurde als Lehre über Jahrhunderte von den Gelehrten mündlich überliefert und erst etwa 220 n. Chr. von Jehuda ha-Nasi (meist einfach Rabbi genannt) in der Mischna schriftlich fixiert.
Diese Mischna bildet die Basis des Talmuds, in welchem Diskussionen von Rabbinern zur Mischna aus mehreren Jahrhunderten festgehalten wurden. Dieser Teil wird im Talmud Gemara genannt.
Neben dem Talmud (welcher aus Mischna und Gemara besteht) werden auch alle anderen späteren Werke von Rabbinern zur mündlichen Lehre gezählt.
Siehe auch: Schulchan Aruch

## Die 613 Mitzwot (Gebote)

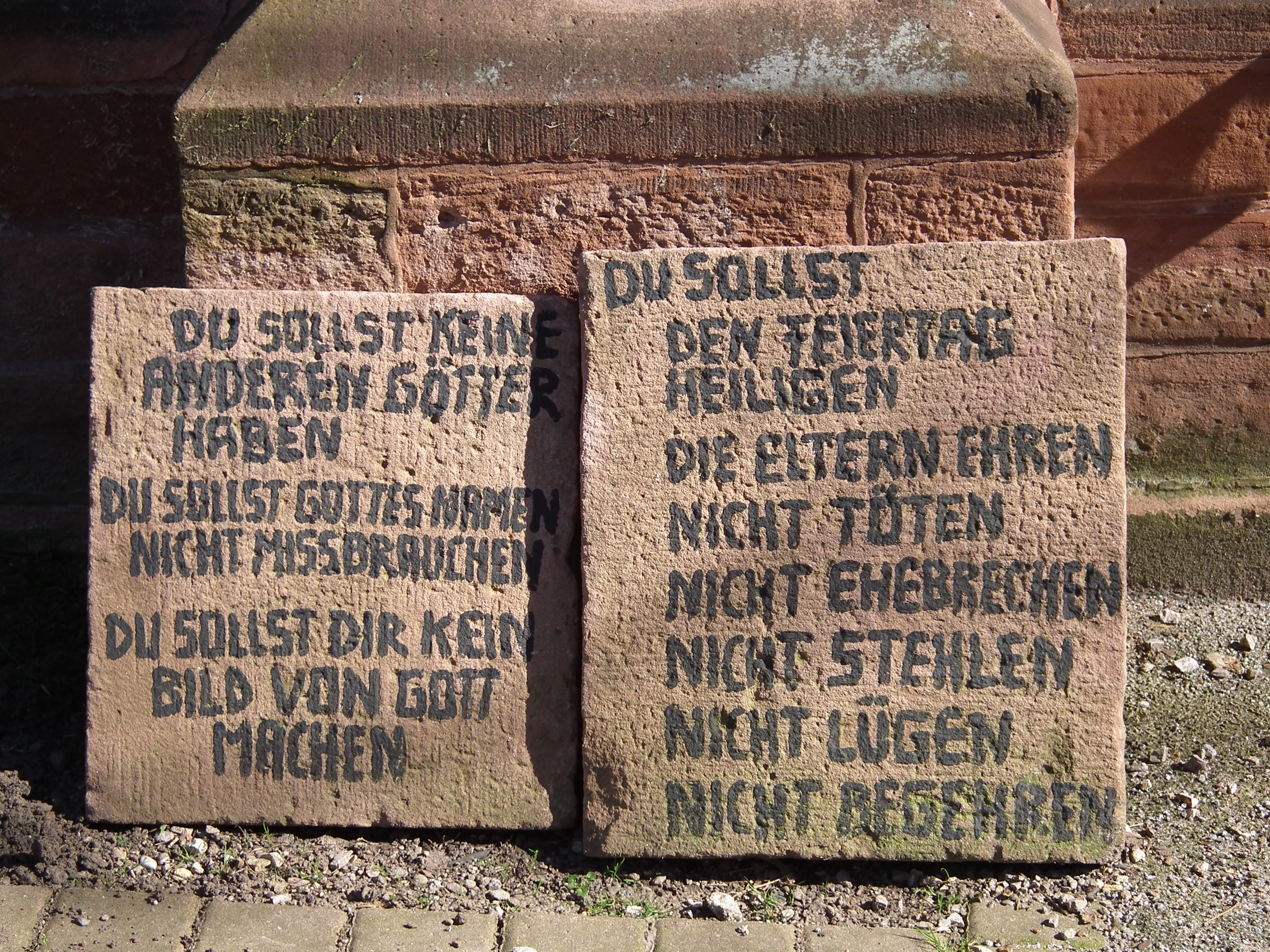
Die Zehn Gebote, Bestandteil der 613 Mitzwot

In der Tora sind zahlreiche Mitzwot (deutsch Gebote) an das jüdische Volk enthalten, welche von jedem Juden zu jeder Zeit beachtet werden müssen.
Im Talmud wird die Zahl dieser Mitzwot mit 613 genannt, ohne diese näher aufzuzählen. Erst spätere Gelehrte haben in ihren Werken diese 613 Mitzwot fixiert (die Zehn Gebote sind ein Teil davon). Diese 613 Mitzwot teilen sich auf in 248 Gebote (nach den Teilen des menschlichen Leibes) und 365 Verbote (nach den Tagen des Jahres).
Das bekannteste Werk ist Sefer HaMitzwot von Maimonides.

## Der jüdische Glaube
Der Glaube hat im Judentum keinen zentralen Stellenwert, sondern wird ebenso wie andere Bereiche des Lebens aus der Lehre abgeleitet und hier insbesondere aus den 613 Mitzwot. Dennoch haben verschiedene Gelehrte immer wieder versucht, den jüdischen Glauben zu kodifizieren bzw. Prinzipien des jüdischen Glaubens zu formulieren.
Die jüdische religiöse Tradition ist eine monotheistische Religion, deren Gott auch als der Gott Israels bezeichnet wird. Dieser Gott wird im orthodoxen Verständnis als Schöpfer des Universums angesehen, der auch heute noch aktiv in der Welt handelt (Theismus). Einige wenige jüdische Philosophen des Mittelalters (Gersonides, Abraham Ibn Daud, beeinflusst durch die Kabbala und den Neu-Aristotelismus) und der Neuzeit, insbesondere nach dem Holocaust (Harold Kushner, William E. Kaufman, Milton Steinberg) tendieren allerdings zu einer eher distanzierten Positionierung dieses Gottes (Deismus), der sich von seiner Schöpfung entfernt habe.
Im alten Judentum stellte man sich vor, dass der Mensch nach seinem Tod in eine Schattenwelt, die Scheol (שאול), eingeht und dort fern von Gott weiter lebt. Dieses Leben ist jedoch kein wirkliches Leben. Für einen frommen Juden ist es daher besonders wichtig, in seinen Nachkommen weiterzuleben.

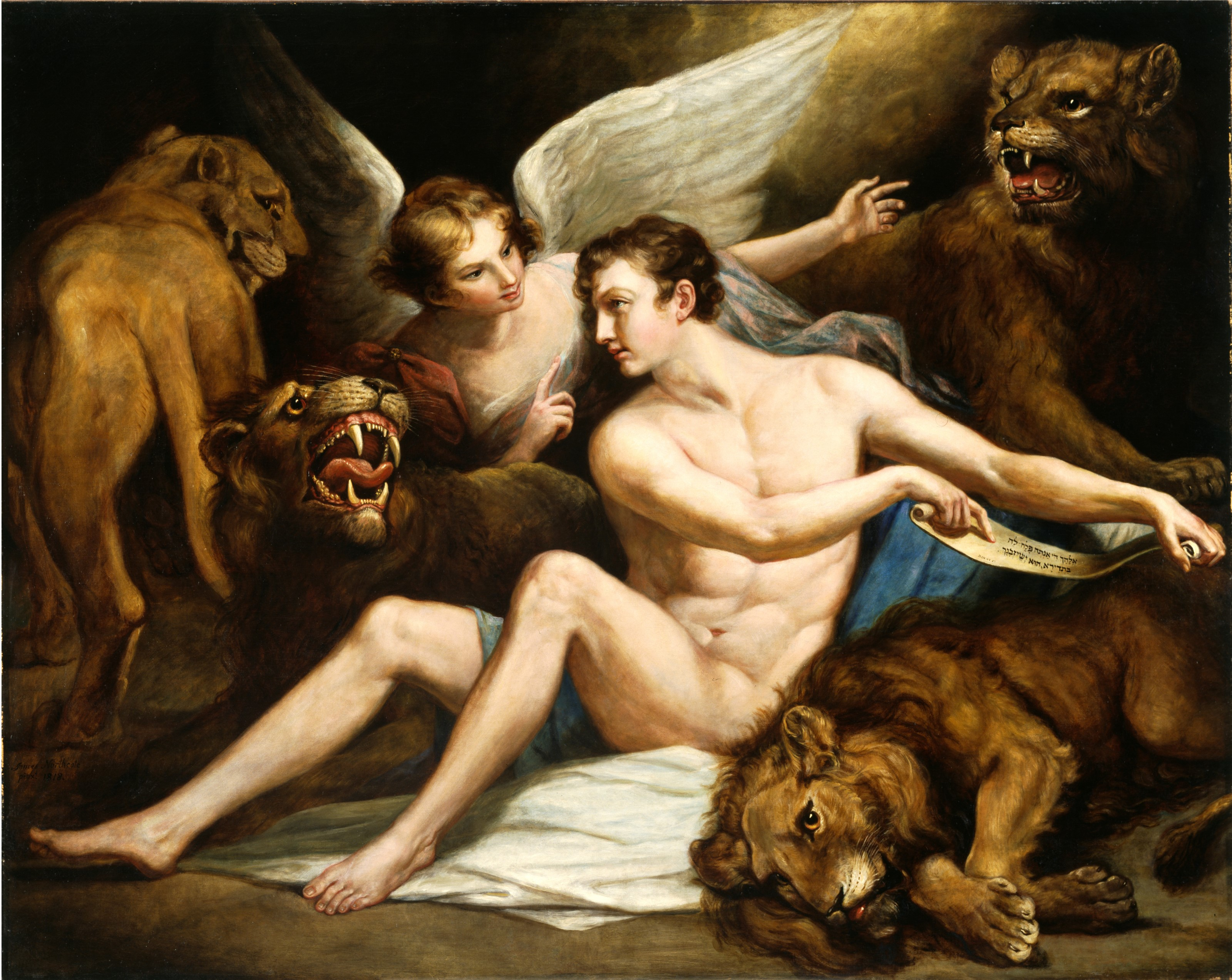
Daniel in der Löwengrube, von James Northcote

Erst im Buch Daniel, vermutlich einem der jüngsten Bücher des Tanach, finden sich Hinweise auf ein „ewiges Leben“ bei Gott: „Viele, die unter der Erde schlafen liegen, werden aufwachen, die einen zum ewigen Leben, die andern zu ewiger Schmach und Schande“ (Dan 12,2).
Ein Leben nach dem Tod war zu Jesu Zeiten unter den jüdischen Gelehrten umstritten. Heute ist die Überzeugung, dass es eine Auferstehung der Toten gebe, im Judentum üblich. Insbesondere im orthodoxen Judentum gibt es auch die Vorstellung einer Reinkarnation.
Jüdische Heilserwartung ist „irdisch“ geprägt, was sich auch in den Messiasvorstellungen zeigt. Sie zielt auf irdische Gerechtigkeit und Frieden (Schalom).

## Das jüdische Jahr
Ausgehend von der Tora werden die Jahre im Judentum basierend auf der Schöpfung der Welt gezählt. Der jüdische Kalender orientiert sich bei der Monatszählung am Mond (Mondkalender), und da zwölf Monde kürzer sind als ein Sonnenjahr, wird dieses durch zusätzliche Schaltmonate ausgeglichen. Aus diesem Grund fallen die jüdischen Feiertage immer wieder auf andere Kalendertage im weltlichen Kalender.

## Die Feiertage
Das jüdische Jahr beginnt mit Rosch ha-Schana (Neujahrstag), welchem sich Jom Kippur (deutsch: Versöhnungstag) anschließt. Eine Woche nach Jom Kippur feiern die Juden Sukkot (deutsch: Laubhüttenfest) und dann im Frühjahr Pessach (deutsch: Überschreitung, Auszug), das Fest des Auszugs aus Ägypten, welchem sich nach sieben Wochen Schawuot (deutsch: Wochen) anschließt. Diese Feiertage gehen alle auf die Torah zurück. Daneben gibt es noch Feiertage, die erst später von den Rabbinern festgelegt wurden. Hierzu zählen Purim (deutsch: Lose) und Chanukka (deutsch: Weihung).

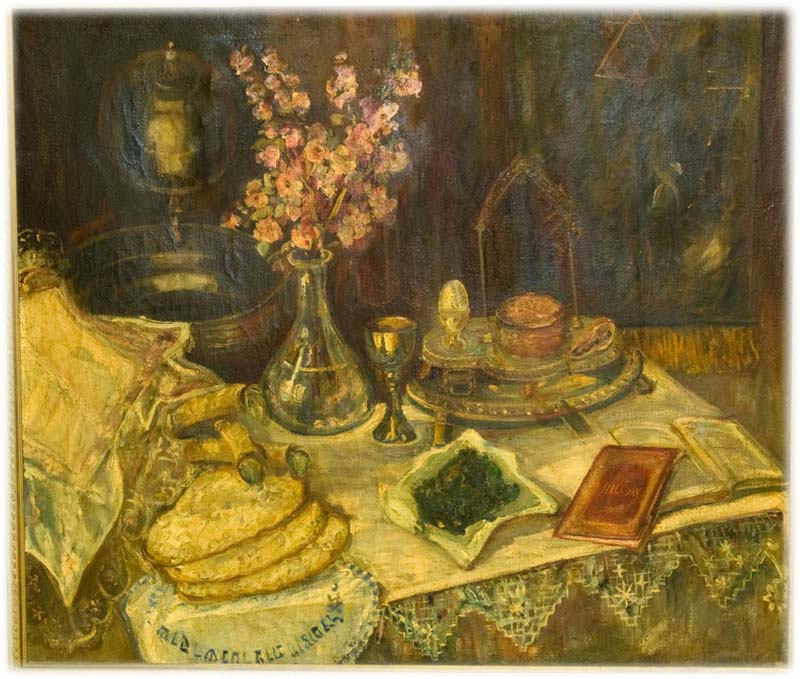
Pessach, Gemälde

Jüdische Feiertage und Feste haben einen doppelten Charakter, der sich auch in den verschiedenen Namen ausprägt, die sie tragen. Entweder haben sie Erntenamen (Erntefest, Lesefest) oder geschichtliche Namen (Hüttenfest, Passah). Schon vor Mose zogen die Israeliten in die Wüste, um das Fest ihres Gottes zu feiern (Ex 5,3). Daraus kann man schließen, dass es wohl alter Brauch war, zumindest einmal im Jahr zu einem Jahresfest zusammenzukommen, um Gott zu danken und Treue zu geloben. In den ersten Generationen nach dem Auszug aus Ägypten gedachte man dieser Traditionen und rühmte an den Festen nun zusätzlich diesen Gott, der scheinbar seine Macht und Gnade für Israel gegenüber den übermächtigen Ägyptern kundgetan hatte. Im Lauf der Jahrhunderte veränderte sich die Zahl und der Charakter der Feste. Nach der Ansiedlung des Volkes in Kanaan waren die Juden auch ein Volk mit einer bäuerlichen Komponente. Daher erhielten die Feste mehr landwirtschaftlichen Charakter. Nach und nach bürgerte es sich ein, dass dreimal im Jahr alle Männer vor Jahwe erschienen. Im Frühjahr vor Beginn der Ernte, im Sommer nach Abschluss der Ernte und im Herbst nach Abschluss der Obst- und Weinlese (Ex 23,14-17; 34,23) (Deut 16,16). Sie durften dabei nicht mit leeren Händen erscheinen und brachten Abgaben von der Ernte mit, die sie am Heiligtum opferten oder verzehrten. Nur die Männer waren zu diesem Erscheinen verpflichtet, doch wurden in der Regel auch Frauen und Kinder mitgenommen.
Die Feste Gottes (JHWH) hatten also einen doppelten Charakter, einen geschichtlichen und einen landwirtschaftlichen. Man pries den Gott, der in der Vorzeit so große Wunder an Israel getan hatte, man dankte aber auch dem Herrn des Landes, der die Güter der Erde in reichem Maß Jahr für Jahr spendet. Alle Gaben im Großen und im Kleinen führte man auf Gott zurück. Die Führer und Propheten des Volkes ermahnten die Israeliten immer wieder, dass sie über dem täglichen Brot nicht die größeren geistigen Güter vergessen sollten. Ein Hauptgedanke war dabei, dass die Menschen die Güter des Landes nicht etwa den in früheren Zeiten unzählig verehrten primitiven Naturgöttern verdanken, sondern ihrem einzigen Gott JHWH, dem Schöpfer des Himmels und der Erde.
So war das bäuerliche Leben des Israeliten in gewisser Weise vergeistigt, da man sich sagen durfte, dass auch Säen und Ernten ein Stück göttlichen Lebens ist. Und umgekehrt trat der erhabene Gott auch in den Kreis des natürlichen Lebens herab, nicht so, dass er wie sonst in der Antike, im kanaanitischen Baalkult oder im griechisch-römischen Mysteriendienst, mit der Natur verschmolz, sondern als der König und Vater, der seinen treuen demütigen Knechten (Volk) und Kindern Nahrung und Kleidung schenkt.
Siehe auch: Jüdische Feste, Jüdischer Kalender

## Die Fasttage
Aufgrund tragischer Ereignisse in der Geschichte des jüdischen Volkes haben die Rabbiner im Laufe der Zeit neben Jom Kippur einige zusätzliche Fasttage festgelegt.
Der am meisten der Trauer gewidmete Tag im jüdischen Jahr ist der Tischa beAv (9. Tag des Monats Av). An diesem Tag wurden nach der Überlieferung der erste und der zweite Tempel in Jerusalem zerstört, sowie die Juden aus Spanien durch die Reconquista vertrieben. An Tischa beAv gelten ähnliche Bestimmungen wie an Jom Kippur.
Die kleineren Fastentage sind Schiwa Assar beTammus (17. Tammus), Zom Gedalja (3. Tischri) sowie Assara beTevet (10. Tevet). Auch diese Fastentage stehen im Zusammenhang mit der Zerstörung der Tempel sowie Jerusalems.
Daneben fasten die Juden noch einen Tag vor Purim, sowie alle Erstgeborenen am Tag vor Pessach.

## Das jüdische Leben

Carl Spitzweg (um 1860): In der Synagoge

Genauso wie das Jahr richtet sich auch das ganze Leben eines frommen Juden nach der Tora.
Am achten Tag nach der Geburt eines Jungen wird dieser beschnitten und diese Brit Mila (Bund der Beschneidung) feierlich begangen. Die Mädchen haben stattdessen eine Namensnennung in der Synagoge. Die Erstgeborenen müssen durch Pidjon ha-Ben gegenüber einem Nachkommen eines Priesters ausgelöst werden.
Jungen feiern zu ihrem 13. Geburtstag Bar Mitzwa und Mädchen zu ihrem zwölften Geburtstag Bat Mitzwa – ihre Religionsmündigkeit. Ab diesem Moment sind sie zu allen 613 Mitzwot verpflichtet, in welche sie bis dahin eingeführt wurden.
Eine jüdische Hochzeit besteht hauptsächlich aus der Ketubba (Ehevertrag) und der bei der Übergabe stattfindenden Feierlichkeit. Hierzu treffen sich Braut und Bräutigam unter der Chuppa (Baldachin) und der Bräutigam übergibt begleitet von sieben Brachot (Segenssprüchen) der Braut die Ketubba und einen goldenen Ehering. Anschließend wird in Erinnerung an die Zerstörung des Tempels zu Jerusalem ein Glas zertreten und die Feierlichkeit beginnt.
Beim Tod eines Juden kümmert sich die Chewra Kadischa (Beerdigungsbruderschaft) um den Toten und ein möglichst schnelles Begräbnis. Anschließend beginnt eine 30-tägige Trauerzeit, die den Angehörigen ein langsames Verabschieden von dem Verstorbenen ermöglicht.
Siehe auch: Jüdische Bestattung, Jüdischer Friedhof und Tod (Judentum)

## Die verschiedenen Richtungen des Judentums
Die unterschiedlichen Richtungen haben verschiedene Wege, wie sie mit der jüdischen Tradition umgehen. Innerhalb der Orthodoxie werden schriftliche wie mündliche Lehre als Offenbarung Gottes verstanden und sind somit zeitlos gültig.
Im Reformjudentum wird hingegen die Offenbarung als ständig stattfindender Prozess verstanden, weswegen Änderungen an der Tradition möglich und erwünscht sind. Aus diesem Grund unterscheidet sich heute in vielen Punkten das Reformjudentum von der Orthodoxie, so können auch Frauen aus der Tora öffentlich vortragen und Tefillin oder Tallit tragen.
Da einigen die Änderungen des Reformjudentums zu weit gingen, kam es zu einer Gegenbewegung und das konservative Judentum hat sich der Orthodoxie wieder angenähert.
Daneben gibt es noch zahlreiche andere Richtungen, die jeweils ihre eigene Sicht auf die Tradition haben.
Siehe auch: Religiöse Strömungen des Judentums

## Der Staat Israel

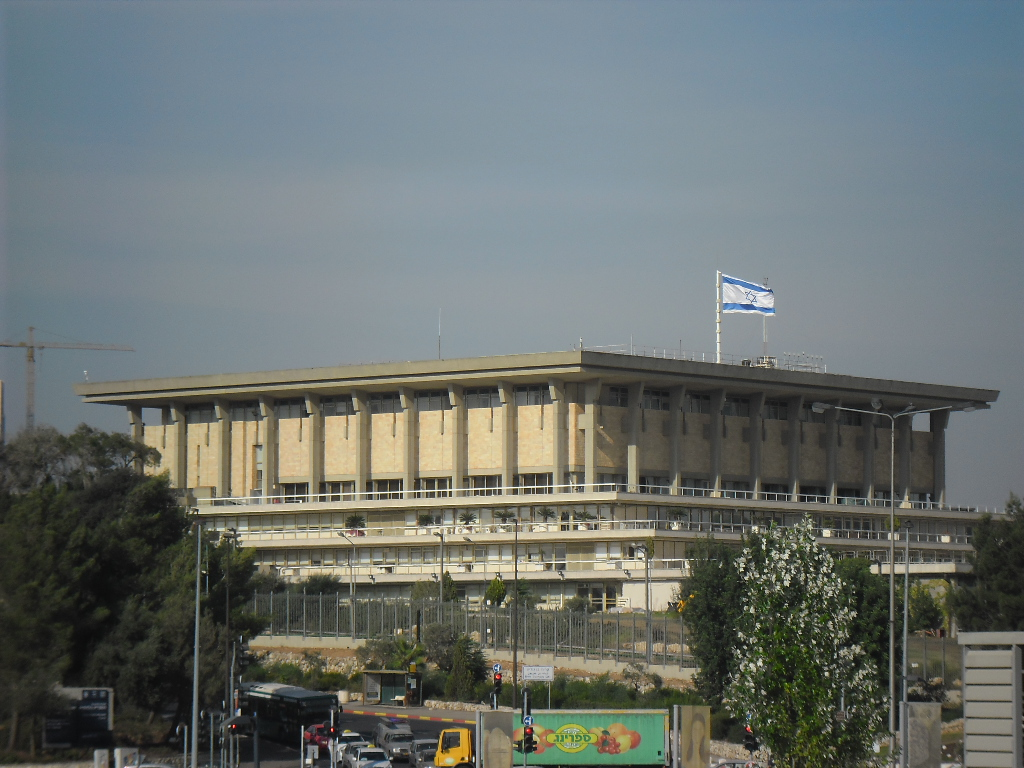
Israelische Knesset mit Staatsflagge

Seit der Zerstörung des zweiten Tempels durch die Römer im Jahr 70 leben viele Juden in der Jüdischen Diaspora. Aber im Heiligen Land lebten trotzdem immer Juden (Alter Jischuw). Seit dem Aufkommen des modernen Zionismus Ende des 19. Jahrhunderts und der Neugründung des jüdischen Staates Israel 1948 gibt es unter ultraorthodoxen Juden unterschiedliche Ansichten darüber, ob der Staat nach jüdischem Ritus von den Menschen gegründet werden darf. So vertritt z. B. die Gruppe „Neturei Karta“, die ganz rechts im orthodoxen Lager steht, strikt die Meinung, dass ein von Menschenhand geschaffener jüdischer Staat nicht existieren darf, da die Rückkehr der Juden aus der Diaspora nur vom Messias geleitet werden kann.
Durch die Erfolge des Staates vor allem seit dem Sechstagekrieg ist ein Teil der religiösen Juden (Schule des Rabbi A. Kook) der Ansicht, dass damit die messianische Zeit begonnen hat.
In Israel werden alle religiöse Feiertage, wie Rosch ha-Schana (Neujahrsfest), Jom Kippur (Versöhnungstag), Purim usw. und historische – Jom haScho’a (Holocaustgedenktag), Jom haZikaron (Gedenktag für die Gefallenen) sowie Jom haAtzma’ut
(Unabhängigkeitstag) als Staatsfeiertage gefeiert.
In Israel existiert das Oberste Rabbinat, bestehend aus zwei Rabbinern: einem aschkenasischen und einem sephardischen. In Israel ist nur die religiöse Hochzeit („Hupa“) möglich.

## Volksreligion und Weltreligion
Das Judentum richtet sich in allererster Linie an Juden. Diese werden in diese Religion hineingeboren: Nach den Vorgaben der Halacha, des jüdischen Religionsgesetzes, ist Jude, wer Kind einer jüdischen Mutter ist. Eine Mission findet nicht statt, wenn auch die Möglichkeit der Konversion besteht. Insofern lässt sich das Judentum als Volksreligion beschreiben. Der Theologe Mordechai M. Kaplan definierte das Judentum als „die religiöse Zivilisation des jüdischen Volkes“.
Andererseits ist das Judentum eine Weltreligion, da seine Konzeption von Gott und Mensch alle Grenzen nach Familien, Ethnien und Nationen sprengt: Der Gott der Bibel schuf nicht den „ersten Juden“, sondern den ersten Menschen, und es geht im Judentum letztlich nicht bloß um das Heil des Volkes Israel, sondern der ganzen Menschheit. Als Religion einer anfänglich versklavten ethnischen Gruppe nimmt es zudem den Standpunkt der Knechte ein, nicht der Herren, weshalb Georg Wilhelm Friedrich Hegel und Friedrich Nietzsche abfällig von einer „Sklavenreligion“ sprachen. Weil das zahlenmäßig kleine Judentum der Sehnsucht aller Menschen nach Freiheit und Emanzipation entgegenkommt, konnte es zur Mutter der beiden anderen monotheistischen Weltreligionen werden, des Christentums und des Islam.